# Павлиново (село, Калузька область)
Павлиново (рос. Павлиново) — село в Спас-Деменському районі Калузької області Російської Федерації.
Населення становить 157 осіб. Входить до складу муніципального утворення Село Павлиново.

## Історія
Від 2004 року входить до складу муніципального утворення Село Павлиново

## Населення
| 2002 | 2007 | 2010 |
| ---- | ---- | ---- |
| 221  | ↘205 | ↘157 |